# Lampe (Familienname)
Lampe oder Lampé ist ein deutscher Familienname.

## Namensträger

### A
- Aadel Lampe (1857–1944), norwegische Frauenrechtlerin, Lehrerin und Politikerin
- Adolf Lampe (1897–1948), deutscher Ökonom
- Alexei Alexandrowitsch von Lampe (1885–1967), russischer Offizier
- Alyssa Lampe (* 1988), US-amerikanische Ringerin
- Axel Lampe (* 1971/1972), deutscher American-Football-Spieler

### B
- Bernd Lampe (* 1939), deutscher Schriftsteller
- Bernhard Lampe (1947–2017), deutscher Ingenieurwissenschaftler und Hochschullehrer
- Bodo Lampe (* 1955), deutscher Physiker und Schriftsteller

### C
- Carl Lampe (Unternehmer) (auch Karl Lampe; 1804–1889), deutscher Kaufmann, Verleger und Mäzen
- Carl Lampe (Landwirt) (1837–1904), deutscher Landwirt und Politiker
- Carlos Lampe (* 1987), bolivianischer Fußballtorhüter
- Charles John Frederick Lampe (1740–1769), britischer Organist und Komponist

### E
- Eduard Lampé (1886–1974), deutscher Internist
- Elisabeth Lampe, Ehename von Elisabeth Ziesenis (1744–1796), deutsche Malerin
- Elisabeth Maria Lampe-Soutberg, eigentlicher Name von Bibeb (1914–2010), niederländische Journalistin
- Emil Lampe (1840–1918), deutscher Mathematiker
- Ernst Lampe (1886–1968), deutscher Pädagoge
- Ernst-Joachim Lampe (* 1933), deutscher Jurist und Hochschullehrer

### F
- Felix Lampe (* 1974), deutscher Schauspieler
- Franka Lampe (1969–2016), deutsche Akkordeonistin
- Franz Lampe (1889–1917), deutscher Glaskünstler, Zeichner und Maler
- Friedo Lampe (1899–1945), deutscher Schriftsteller
- Friedrich Adolf Lampe (1683–1729), deutscher Theologe

### G
- Geoffrey William Hugo Lampe (1912–1980), britischer Theologe und Lexikograph
- Georg Lampe (1858–1916), deutscher Porträtmaler
- Günter Lampe (Komponist) (1925–2003), deutscher Komponist
- Günter Lampe (Schauspieler) (auch Günther Lampe; 1931–2006), deutscher Schauspieler

### H
- Hans Lampe (Baumeister) († 1604), deutscher Baumeister
- Hans Lampe (Schwimmer) (* 1948), deutscher Schwimmer
- Hans-Werner Lampe (1911–1985), österreichisch-deutscher Förster
- Heinrich Lampe (Theologe) (Henricus Lampadius; 1508–1583), deutscher Theologe und Prediger
- Heinrich Lampe (Politiker, 1680) (1680–1756), deutscher Politiker, Bürgermeister von Bremen
- Heinrich Lampe (Politiker, 1746) (1746–1817), deutscher Jurist und Politiker, Bürgermeister von Bremen
- Heinrich Lampe (Politiker, 1773) (1773–1825), deutscher Jurist und Politiker, Senator von Bremen
- Heinrich Lampe (Admiral) (1877–1928), deutscher Konteradmiral
- Heinz Lampe (1896–1951), deutscher Politiker (NSDAP)
- Horst Lampe (1936–2021), deutscher Synchronsprecher

### J
- Jakob Lampe (1593–1649), deutscher Staatsrechtler, Politiker und Diplomat
- Jens Bodewalt Lampe (1869–1929), US-amerikanischer Komponist und Bandleader
- Joachim Lampe (Jurist) (* 1941), deutscher Jurist
- Joachim Lampe (* 1949), deutscher Jurist und Politiker
- Johann Bodo Lampe (auch Johan Bodo Lampe; 1738–1802), deutscher Mediziner
- Johann Friedrich Lampe (Komponist) (John Frederick Lampe; 1702/03–1751), deutsch-britischer Komponist und Musiker
- Johann Friedrich Lampe (Sänger) (1744 – um 1800), deutscher Sänger (Tenor), Komponist und Musiker
- Johann Georg Lampe (vor 1775–1813), deutscher Theologe und Geistlicher
- Johanne Lampe (1897–1996), deutsche Heimatforscherin
- Juan Chabaya Lampe (1920–2019), arubanischer Komponist, Musiker und Dichter
- Jutta Lampe (1937–2020), deutsche Schauspielerin

### K
- Karl Lampe, Pseudonym von Karl Ludwig Werther (1809–1861), deutscher Jurist und Schriftsteller
- Karl Lampe (Verwaltungsjurist) (1899–1978), deutscher Verwaltungsjurist
- Karl Heinrich Lampe (1886–1970), deutscher Lehrer, Historiker und Genealoge
- Karl Viktor Lampe (1869–1932), deutscher Kirchenverwaltungsjurist, siehe Viktor Lampe
- Katrin Lampe (* 1976), österreichische Moderatorin, Schauspielerin und Sängerin

### M
- Maciej Lampe (* 1985), polnischer Basketballspieler
- Markus Lampe (* 1977), deutscher Ökonom
- Martin Lampe (1734–1806), deutscher Diener von Immanuel Kant
- Merle Lampe (* 1994), deutsche Handballspielerin
- Michael Lampe (* 1967), deutscher bildender Künstler

### O
- Oliver Lampe (* 1974), deutscher Schwimmer und Gastronom
- Oskar Lampe (1877–1961), deutsch-südwestafrikanischer Kaufmann
- Otto Lampe (* 1951), deutscher Diplomat

### P
- Peter Lampe (* 1954), deutscher Theologe
- Philipp Lampe (1754–1827), deutscher Mediziner

### R
- Reinhold Lampe (* 1932), deutscher Schauspieler
- Renée Lampe (* 1963), deutsche Orthopädin
- Roderick Lampe (* 1985), Fußballspieler für Aruba
- Roland Lampe (* 1959), deutscher Schriftsteller
- Rosi Lampe (* 1947), deutsche Puppenspielerin, siehe Puppentheater Lampe
- Rudolf E. J. Lampe (1933–2011), deutscher Entomologe

### U
- Udo Lampe (* 1934), deutscher Sozialarbeiter und Hochschullehrer

### V
- Viktor Lampe (1869–1932), deutscher Kirchenverwaltungsjurist

### W
- Walter Lampe (Theologe) (1942–2023), deutscher Theologe
- Walter Lampe (Skispringer) (* 1948), deutscher Skispringer, Sportfunktionär und Politiker (SPD)
- Walther Lampe (Pianist) (1872–1964), deutscher Pianist, Komponist und Hochschullehrer
- Walther Lampe (1894–1985), deutscher Kirchenverwaltungsjurist
- Werner Lampe (* 1952), deutscher Schwimmer
- Wilhelm Lampe (1831–1920), deutscher Fabrikant
- Wilhelm Haase-Lampe (1877–1950), deutscher Schriftsteller
- Wolfgang Lampe (1953–2015), deutscher Ingenieur, Montanhistoriker und Archivar